# Caterina de Siena
Caterina de Siena (Siena, 25 de març de 1347-Roma, 29 d'abril de 1380) fou una monja terciària dominicana, del Tercer orde de Sant Domènec. És venerada com a santa i fou proclamada doctora de l'Església catòlica.

## Primers anys
Caterina va néixer a Siena el 1347 en una família benestant, amb un gran sentiment religiós. Fou la vint-i-tresena filla del tintorer Giacomo di Benincasa, i Japa Benicasa, filla d'un poeta. A sis anys assegurà d'haver tingut la seva primera visió de Crist, als set anys feu vot privat de virginitat i es consagrà a Crist. A dotze anys els seus pares van voler-la casar-la amb Bonaventura, el vidu de la seva germana, morta al part, cosa a la que ella es negà. A quinze anys va ingressà al Tercer orde de Sant Domènec. Vivia en clausura a la seva cambra, on pregava i es trobava acompanyada de Crist. Malgrat no haver tingut educació formal, durant aquests primers anys va aprendre de llegir i també grec i llatí, gràcies a l'orde de Sant Domènec.

## El retorn a la vida pública
El 1368 Caterina va experimentar el que descriuria com "Matrimoni místic amb Jesús", una visió que la va convèncer per a convertir-se en una màrtir. Després d'això es va sentir preparada per deixar enrere el seu anacoretisme i oferir-se al món en sacrifici. Va tornar amb la seva família i va començar de tenir cura dels malalts durant l'epidèmia de pesta, i adquirí fama de dona caritativa i santa, malgrat qui la considerava una fanàtica.

## La lluita per les reformes socials
Després de ser convocada a Florència pel capítol general dels Dominics, a causa de la seva popularitat, es va comprovar que les seves ensenyances eren ortodoxes i hom li assignà Raimon de Càpua com a confessor, que també fou deixeble i biògraf. A partir d'aquest moment, Caterina i els seus seguidors van començar de cercar una gran reforma social a Itàlia, ja que tant l'Església com els diferents estats de la península, es trobaven en un estat de profunda corrupció, i on contínuament s'intercanviaven favors per poder.
L'any 1375 va tenir una visió mística i rebé els estigmes. Segons va dir en les seves obres escrites, Crist li comunicà que de llavors ençà treballaria per la pau i mostraria que una dona feble podria fer avergonyir l'orgull dels forts. Aquell mateix any, mentre Itàlia era revoltada per les disputes i conflictes a l'entorn del poder dels papes, els contraris a Gregori XI organitzaren milícies i avalots a Perusa, Florència, Pisa i altres ciutats toscanes on Caterina fou enviada en missió diplomàtica a fi de portar Pisa i Lucca a la neutralitat i allunyar-les de la lliga anti-papal.
Posteriorment Florència la va enviar a Avinyó, residència dels papes des del començament del segle, per fer que el Papa tornés a la seva seu de Roma, fet que Caterina considerava bàsic per a mantenir la unitat de l'Església i pacificar Itàlia. Tot i que inicialment no ho aconseguí, el 1378 Gregori XI va tornar a Roma i ella va ser enviada a Florència a formalitzar un acord de pau entre aquesta ciutat i la Santa Seu.
Tornà a Siena on, el 21 d'abril de 1380 va patir una apoplexia i va morir vuit dies més tard als trenta tres anys.

## Obra escrita
Tot i no haver rebut educació i ser analfabeta, Caterina va deixar escrits en italià, que avui són clàssics de la literatura toscana: els dictava a Raimon de Càpua, que els va transcriure. En destaquen el Diàleg de la Divina Providència, conegut com a Diàleg o Divina doctrina, escrit en el transcurs d'un èxtasi entre el 9 i el 14 d'octubre de 1378 i un dels màxims exponents del misticisme cristià, a més de 26 oracions i 381 cartes adreçades a tota mena de persones: papes, reis, dirigents i persones humils. En la seva correspondència la temàtica principal és la preocupació per la unitat de l'Església i la pacificació de les ciutats italianes.

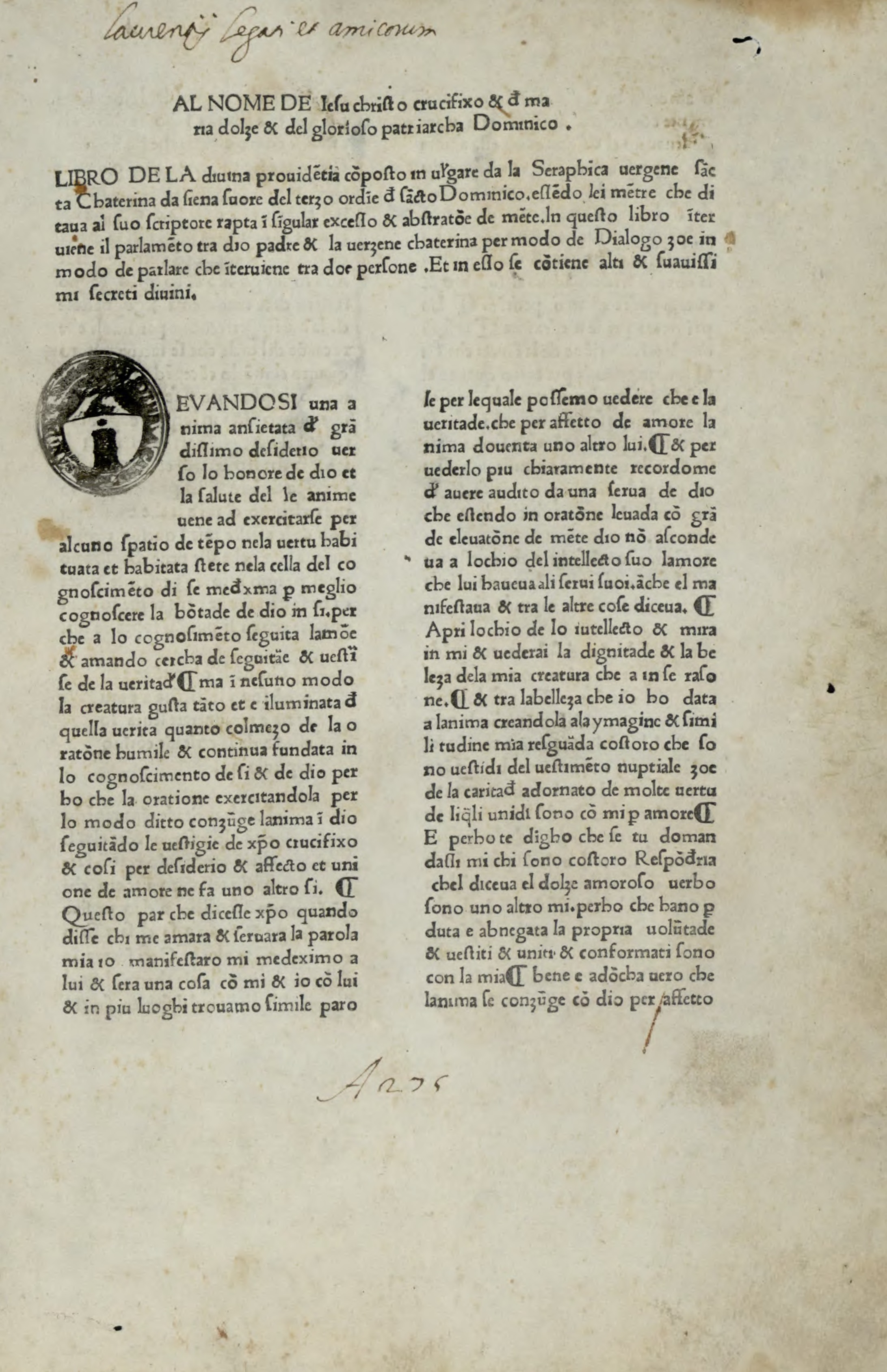
Libro della divina dottrina, c. 1475
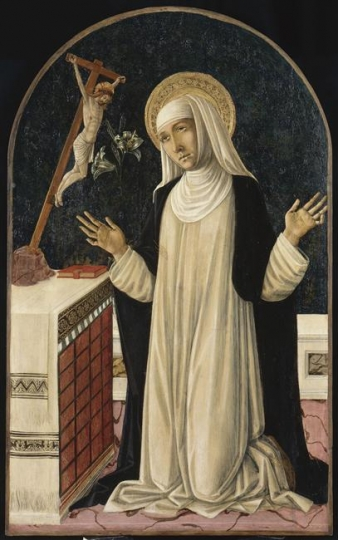
Caterina rebent els estigmes, per Giovanni di Bartolo, ca. 1460 (Avinyó, Musée du Petit Palais)
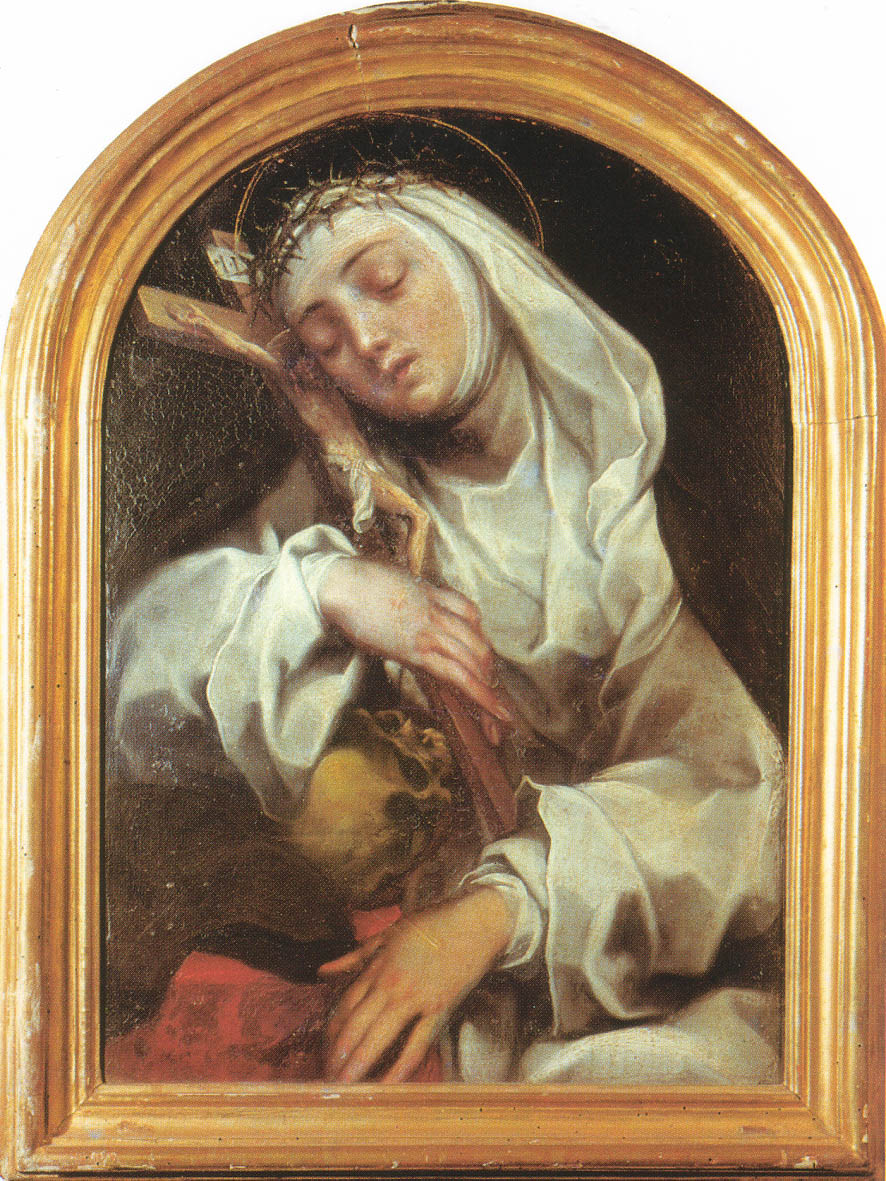
Pintura de Francesco Vanni, s. XVII
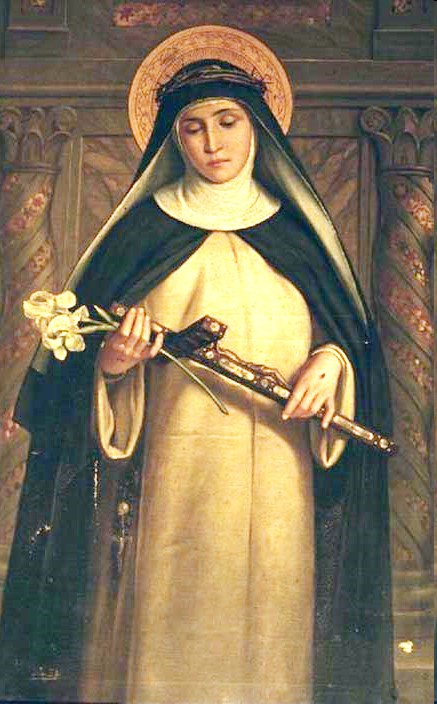
Pintura del s. XIX (Roma, S. Maria del Rosario in Prati)

## Veneració
Fou sebollida a Roma, al cementiri de Santa Maria sopra Minerva; quan començaren d'atribuir-li miracles i a ser venerada com a santa, el superior dominic va traslladar-ne les restes a l'interior de l'església, on es troba avui dia. El seu cap va ser separat del cos i col·locat en un reliquiari de bronze daurat, que fou dut a l'església de San Domenico de Siena.
Una llegenda diu que els sienesos, volent recuperar el cos de la santa, van agafar-ne el cap de la tomba de Roma i el ficaren en una bossa; en passar per la muralla, la guàrdia els detingué per registrar la bossa i els sienesos van pregar a la santa perquè els protegís i els deixés arribar sans i estalvis a la seva pàtria. Quan els guàrdies obriren la bossa, la trobaren plena de pètals de rosa i els deixaren marxar. Llavors arribaren a Siena i feren una processó per portar el cap a la basílica on és avui.
Pius II, sienès ell mateix, va canonitzar Caterina el 1461, i la seva festivitat litúrgica s'inclogué en el calendari romà el 1597. Del 1628 a 1969 se celebrà el 30 d'abril, per evitar la coincidència amb la festa de sant Pere de Verona. El 5 de maig de 1940 Pius XII la proclamà patrona d'Itàlia, amb sant Francesc d'Assís. El 1970, Pau VI la proclamà doctora de l'Església, l'única laica que ha obtingut aquest títol i, amb Teresa de Jesús, la primera dona a rebre'l. Joan Pau II la nomenà copatrona d'Europa amb les santes Brígida de Suècia i Teresa Beneta de la Creu.

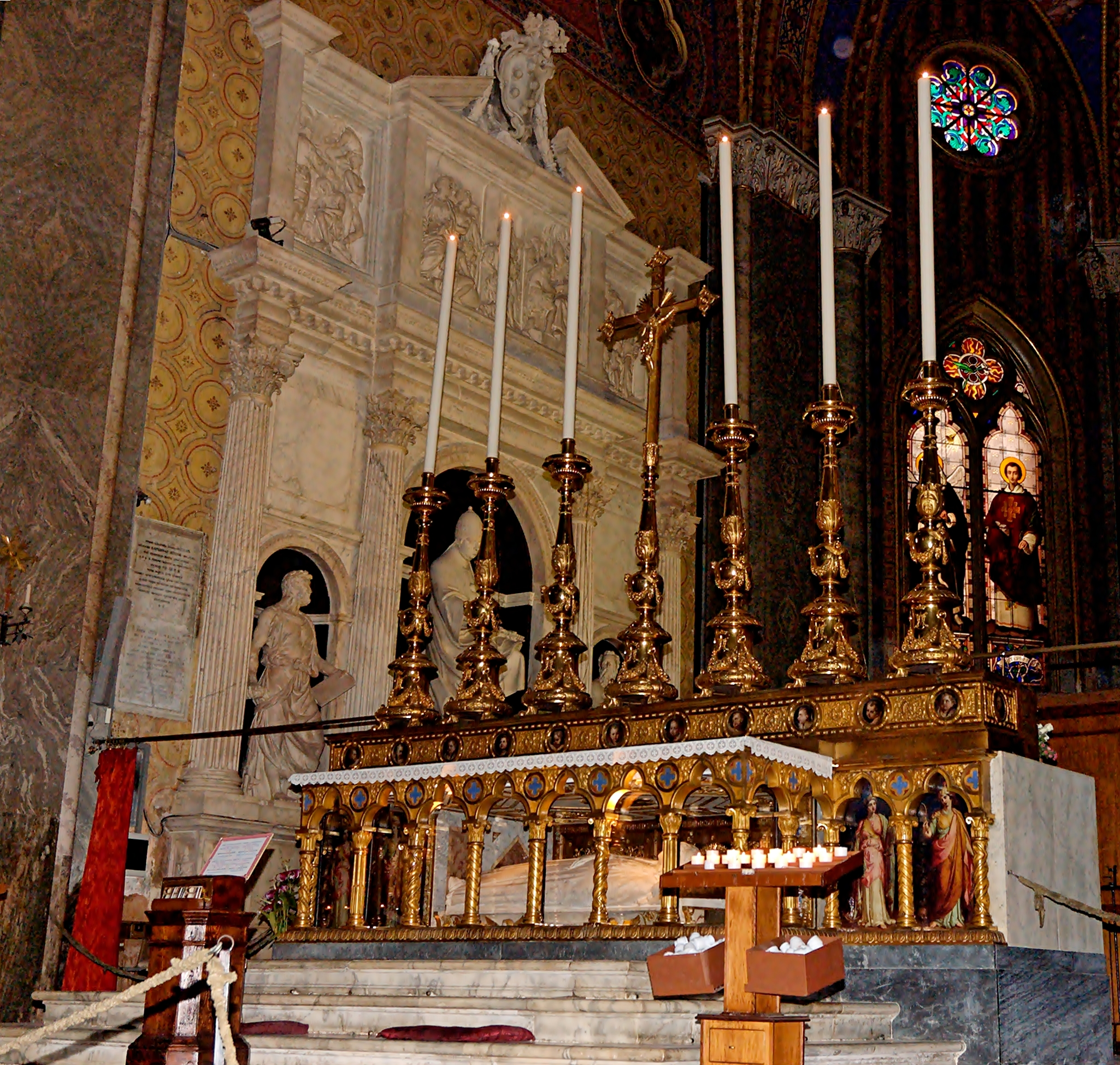
Altar major de S. Maria sopra Minerva (Roma), amb el cos de la santa
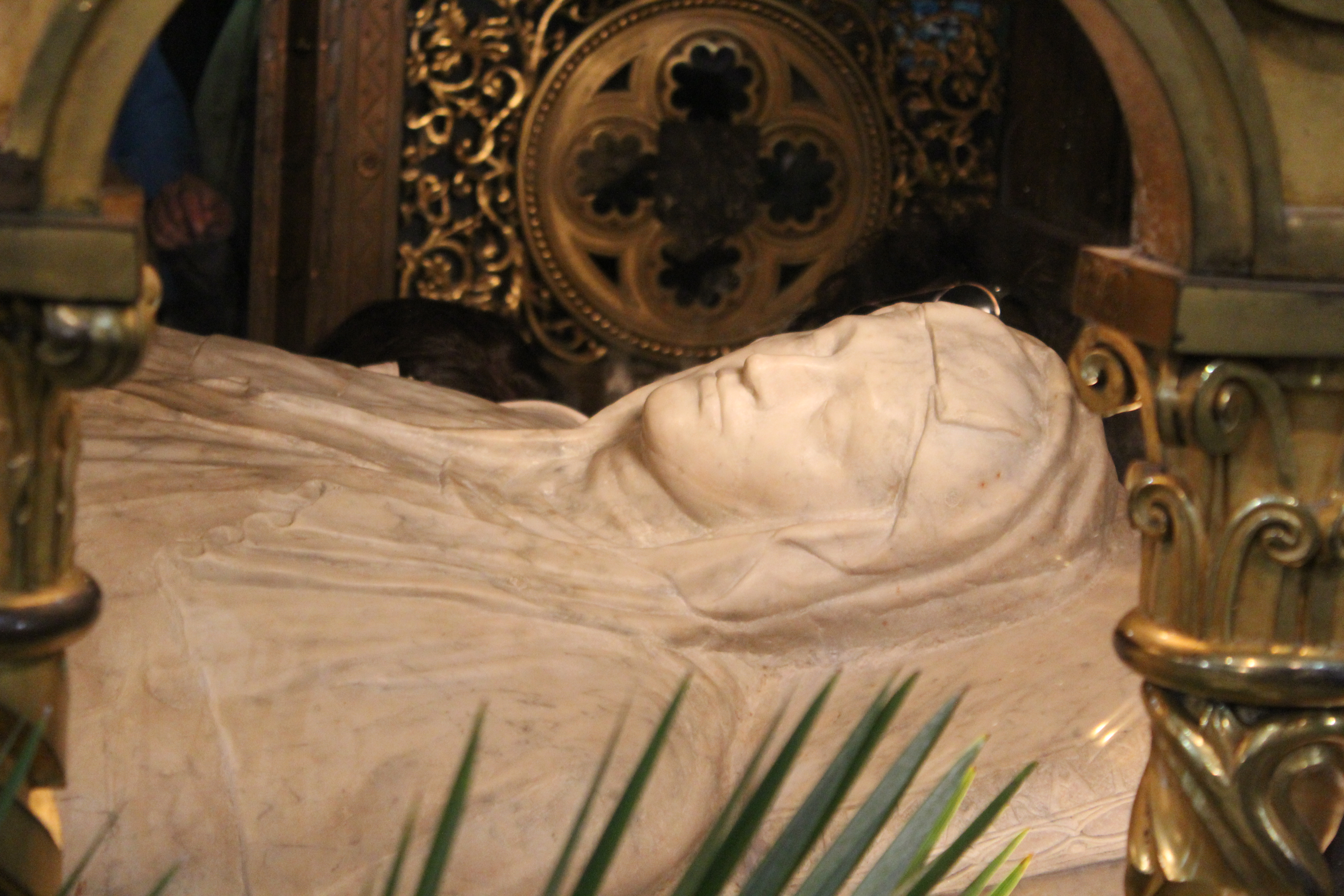
Sepulcre a S. Maria sopra Minerva
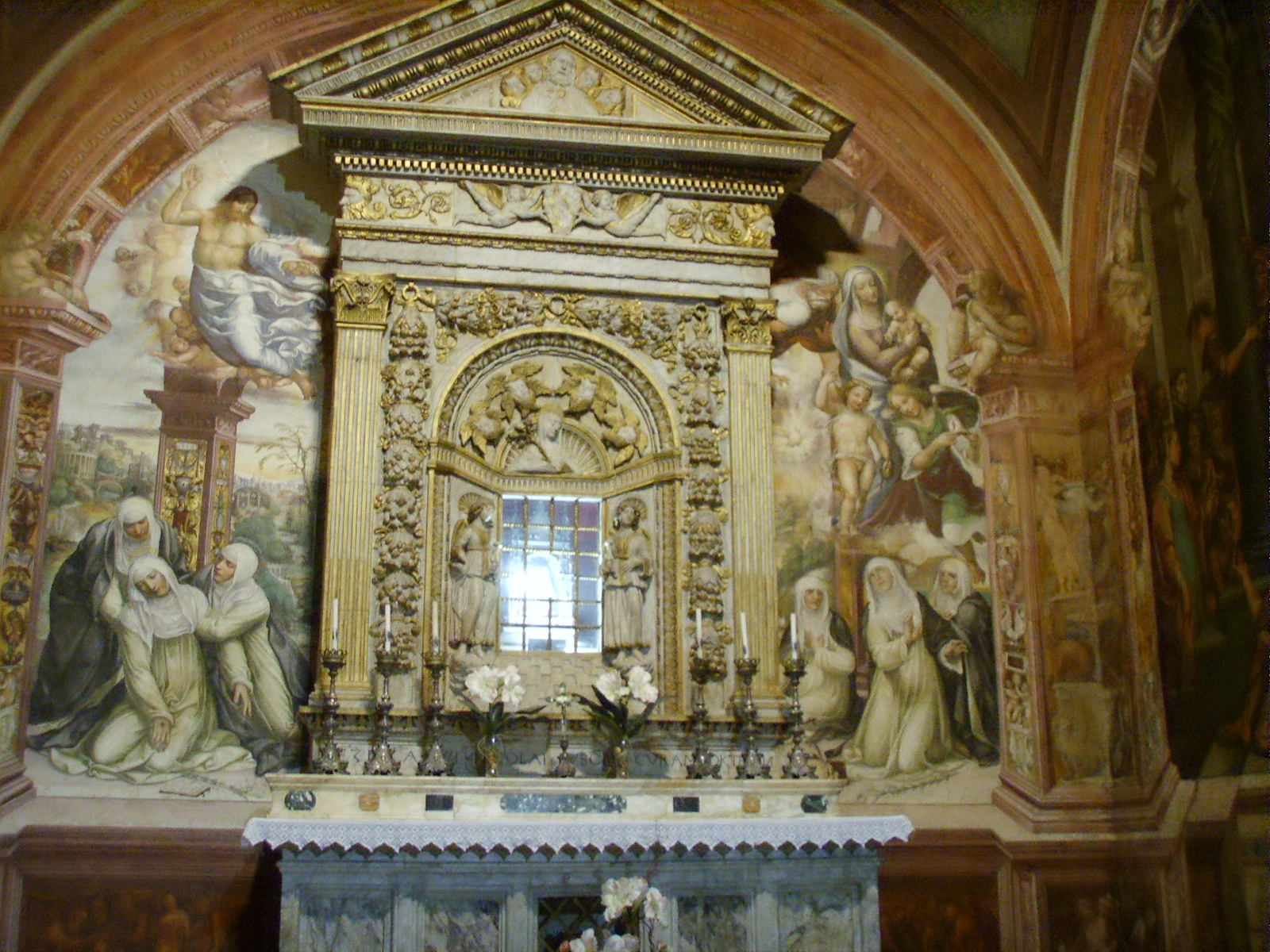
Capella de S. Domenico de Siena, amb el reliquiari del cap i frescos del Sodoma, s. XVI
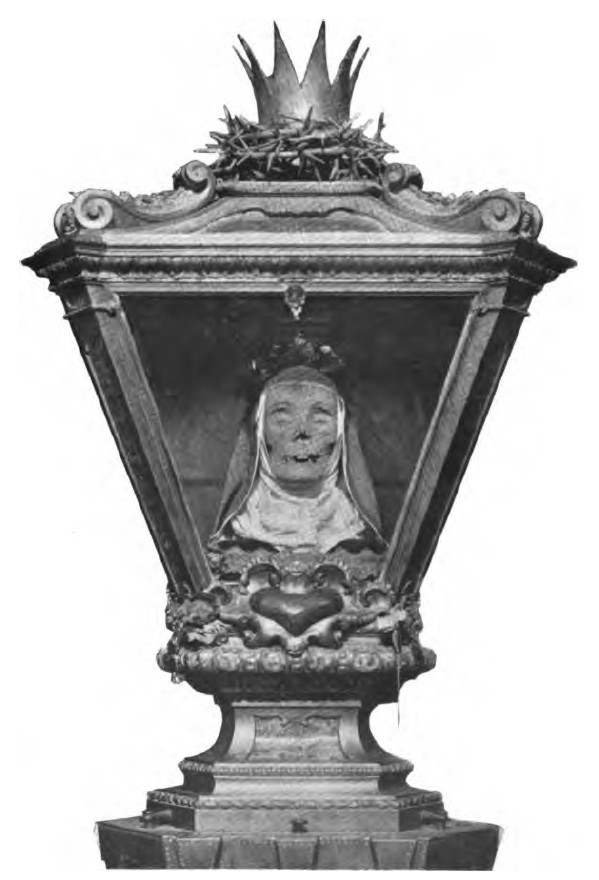
Cap de la santa, fotografia de 1906
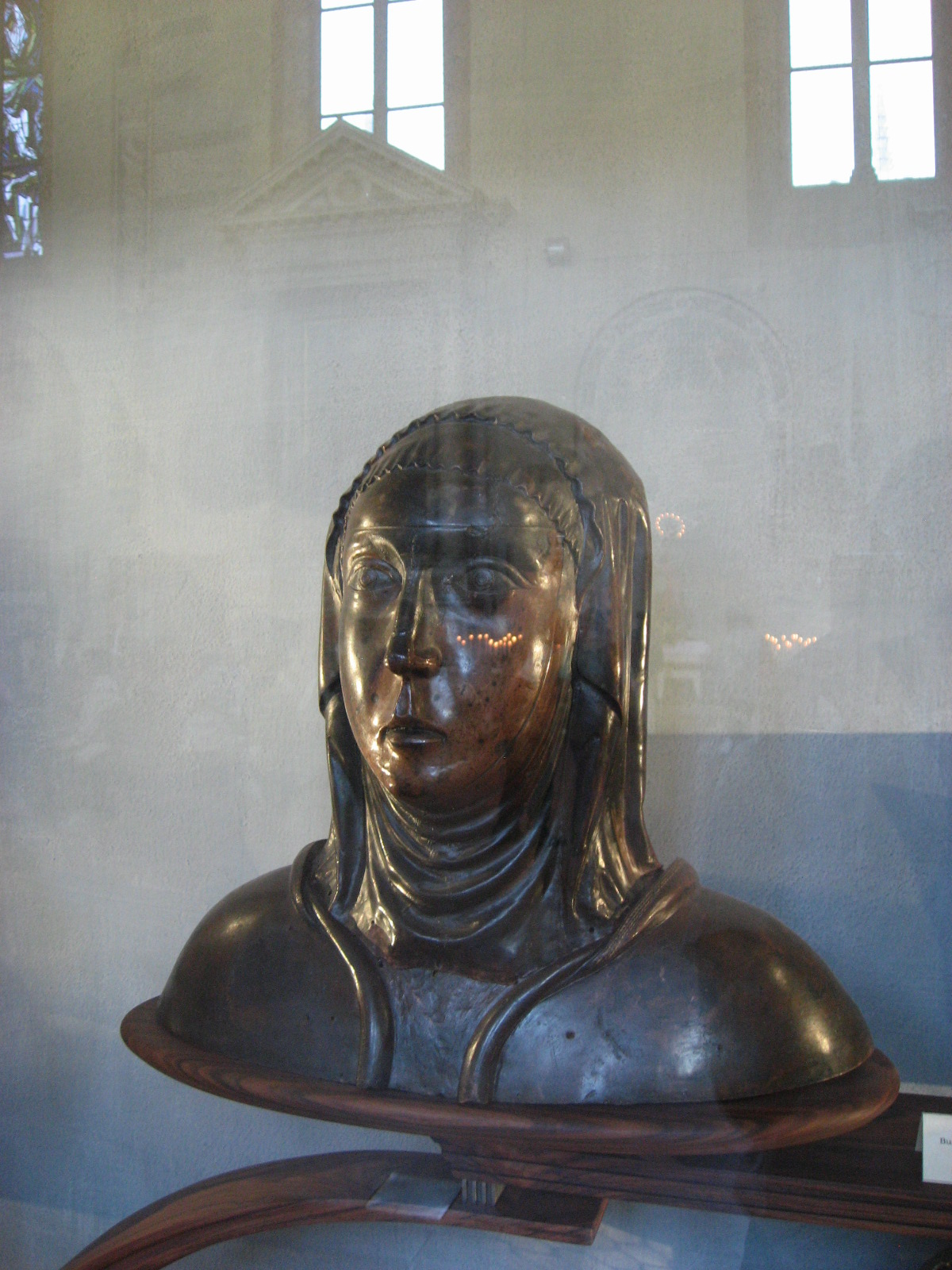
Reliquiari original del cap de la santa
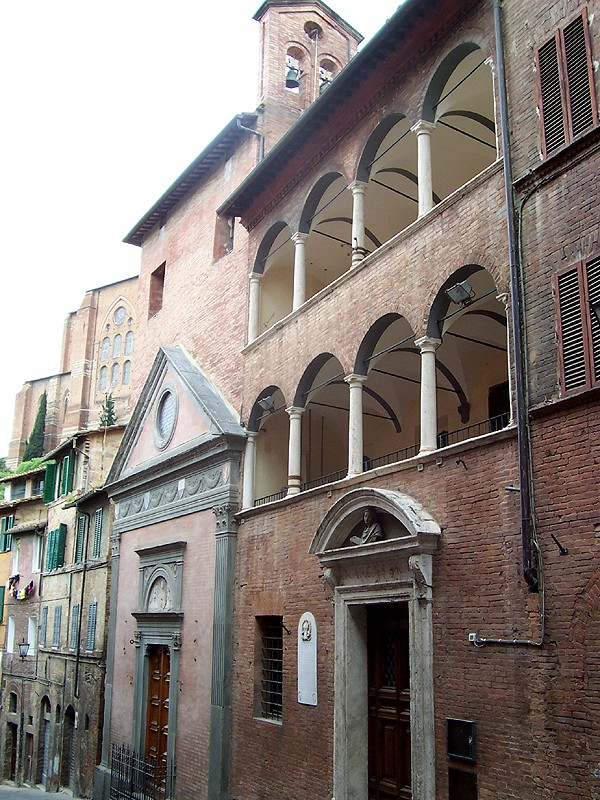
Casa natal i santuari de la santa a Siena